# Clone Macintosh

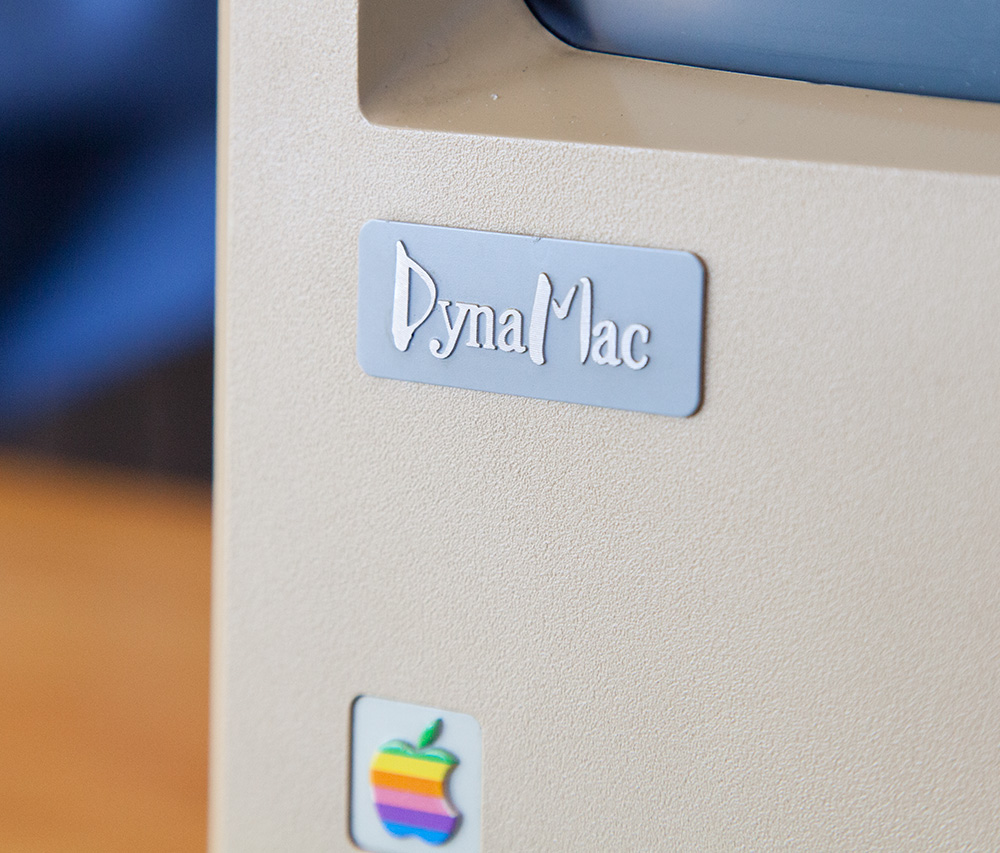
Logo DynaMac d'un clone Macintosh

Un Clone Macintosh est un ordinateur conçu par un autre constructeur qu'Apple mais utilisant tout de même (ou compatible) les ROMs et systèmes Macintosh. 

## Annexe